# くりぃむしちゅーの!THE★レジェンド
『くりぃむしちゅーの!THE★レジェンド』（くりぃむしちゅーのザ・レジェンド）は、日本テレビ系列で不定期に放送されているスポーツを題材としたバラエティ番組。
2006年から2007年にかけて『SPORTS★LEGEND』（スポーツ・レジェンド）の名称で不定期に放送されていた。2014年から『くりぃむしちゅーの!THE★レジェンド』（くりぃむしちゅーのザ・レジェンド）のタイトルで不定期放送されるようになったが、2016年11月から『くりぃむしちゅーのレジェンド』に改題され、2020年ごろから再び『くりぃむしちゅーの!THE★レジェンド』に戻っている。
スポーツに関する伝説（LEGEND）を、クイズ形式にして紹介する。

## 放送日
『SPORTS★LEGEND』時代
| 回数  | 放送日時                     | 備考  |
| ----- | ---------------------------- | ----- |
| 第1回 | 2006年12月30日23:20 - 翌0:20 |       |
| 第2回 | 2007年4月23日21:00 - 22:48   |       |
| 第3回 | 2007年12月6日19:00 - 20:54   | [ 1 ] |

『くりぃむしちゅーの!THE★レジェンド→くりぃむしちゅーのレジェンド→THE★LEGEND2017→くりぃむしちゅーの!レジェンド→くりぃむしちゅーの!THE★レジェンド』時代
| 回数   | 放送日時                                 | 備考  |
| ------ | ---------------------------------------- | ----- |
| 第1回  | 2014年11月10日21:00 - 22:54              |       |
| 第2回  | 2015年7月20日21:00 - 22:54               |       |
| 第3回  | 2015年11月9日21:00 - 22:54               |       |
| 第4回  | 2016年5月2日21:00 - 22:54                |       |
| 第5回  | 2016年9月5日21:00 - 22:54                |       |
| 第6回  | 2016年11月7日21:00 - 22:54               | [ 2 ] |
| 第7回  | 2017年5月6日19:00 - 21:54                | [ 3 ] |
| 第8回  | 2017年11月13日21:00 - 22:54              |       |
| 第9回  | 2018年11月5日21:00 - 22:54               | [ 4 ] |
| 第10回 | 2019年11月4日21:00 - 22:54               | [ 5 ] |
| 第11回 | 2020年11月2日21:00 - 22:54               | [ 6 ] |
| 第12回 | 2021年8月9日21:00 - 22:54（生放送）      | [ 6 ] |
| 第13回 | 2022年2月21日21:00 - 22:54（生放送）     | [ 6 ] |
| 第14回 | 2022年10月31日21:00 - 22:54              | [ 7 ] |
| 第15回 | 2024年8月14日21:00 - 22:54（一部生放送） |       |

## 出演者

### 司会
- くりぃむしちゅー（上田晋也、有田哲平）[8]
- 小林麻央（『SPORTS★LEGEND』時代の第1回・第2回）
- 夏目三久（日本テレビアナウンサー（当時）、『SPORTS★LEGEND』時代の第3回）
- 水卜麻美（日本テレビアナウンサー、『くりぃむしちゅーの!THE★レジェンド→くりぃむしちゅーのレジェンド』時代）
- 櫻井翔（日テレ系五輪メインキャスター、第15回の生放送部分）

## スタッフ
『くりぃむしちゅーの!THE★レジェンド→くりぃむしちゅーのレジェンド(※)で明記』第15回放送分
- 演出：柳沢英俊
- ナレーター：立木文彦
- 構成：橋本大介
- TM：保刈寛之（『※』第5回-）
- TD(第13,15回)：天内理絵（『※』第15回）
- SW：松嶋賢一（『※』第5,8,15回、『※』第4,6,7,9-14回はカメラ）
- カメラ：大庭茂嗣（『※』第15回）
- MIX：亘美千子（『※』第11回-）
- VE：山口考志（『※』第15回）
- 編集：森田智之（『※』第12,13,15回）、大里剛史（『※』第15回）
- MA：佐渡吉志広（『※』第6,7,9回-）、丸山輝幸（『※』第4,5,8,15回）
- 技術協力：NiTRO、スタジオヴェルト
- 音効：高取謙（『※』第7回-）
- モニター：ジャパンテレビ
- CGデザイン：キャニットG
- 美術：大川明子（『※』第15回、以前は美術プロデューサー）、上田貴博（『※』第15回）
- デザイン：波多野真理、佐藤裕乃（共に『※』第15回）
- 美術協力：日テレアート
- 写真協力：アフロ（『※』第10-12,14回-、以前は映像協力）、アフロスポーツ、イメージマート、新華社、日刊スポーツ、ロイター、AFP、AP（アフスポ以降→『※』第15回）
- 制作デスク：西條春奈（『※』第12回-）、髙橋穂乃夏（『※』第15回）、檜山黄菜（『※』第12,15回、『※』第13回はプロデューサー、『※』第7,8回はAP）
- TK：山沢啓子、田中彩（共に『※』第15回）
- リサーチ：正村和重、中原祐（中原→『※』第7回-）
- ディレクター：舩津翔、築地敦史、笠原瑠宇久、大杉悠介、長谷川たかし、鈴木孝志、輿石孝宏、新山潤、林真央、石垣一真、石川雅英、濱野英典、岸田陸斗、長谷川実香/新貝李奈、藤川真綸、大槻壮樹、德山優翔、三宅祐里子、児嶋飛佳瑠、鷹山茉鈴、廣居介豊、戸谷友亮、荒井優樹、江尻公華、橋本椰々子、改田望夢（舩津・大杉→『※』第9回-、大杉→『※』第7,8回はAD、築地・濱野・岸田・江尻→『※』第13,15回、笠原→『※』第9.10,13回-、以前はAD、長谷川た→『※』第11,14回-、以前は孝名義、鈴木→『※』第12,15回、新山→『※』第15回、以前も担当、林→『※』第10,12回-、石垣→『※』第14回-、石川雅→『※』第12,14回-、長谷川実・新貝・藤川・大槻・德山・三宅・児嶋・鷹山・廣居・戸谷・荒井・橋本・改田→『※』第15回）
- パリ五輪チーフディレクター(『※』第15回)：英賀裕史（『※』第15回）
- パリ五輪プロデューサー(『※』第15回)：山下剛司、半田悠（共に『※』第15回、山下→『※』第13回はプロデューサー）
- チーフディレクター(『※』第9回-)：綾部健二（『※』第10回-、以前はディレクター►一時離脱）、井田隆寛（『※』第9回-、以前はディレクター►一時離脱）、増田貴也（『※』第14回-、『※』第13回はディレクター・以前も担当）
- プロデューサー：西川宏一（『※』第15回）、吉無田剛/塚田直之（『※』第15回、『※』第9回はディレクター）、柳井千晴（『※』第6回まではAP、第7回からはP）、吉村真人（『※』第9回-）、依岡由里子（『※』第15回）、村田聡子（『※』第5-13,15回）、塚本和也（『※』第13,15回、『※』第9,11,12回はAP）/小野田優里（『※』第15回）、松田咲菜（『※』第15回、『※』第12回はディレクター）
- チーフプロデューサー：伊東修（『※』第14回-）、佐々木聡史、矢野尚子（共に『※』第15回）
- 制作協力：創輝、AXON、passion（passion→『※』第1-13,15回）
- 製作著作：日本テレビ

### 過去のスタッフ
- ナレーター：平野義和、広中雅志、小山力也、林田尚親、近藤サト
- LEGEND様の声：ガッツ石松
- 構成：ヒロハラノブヒコ、村上知行、アサダアツシ、ゴージャス染谷、鈴木大介、鈴木浩介（鈴木浩→『※』第7回）、小野高義（小野→『※』第1-12回）、桝本壮志（桝本→『※』第1-12,14回）、安部裕之（『※』第14回）
- TM：江村多加司
- TD(第13,15回)：柳澤圭佑（『※』第13回）
- SW：小林宏義（『※』第6,7,9-14回）、米田博之（『※』第12回、以前も担当）
- カメラ：榎本丈之、荻野高康（荻野→『※』第5,8回）、池田純哉（『※』第12回）
- MIX：白水英国、池田正義、大島康彦、中村宏美（中村→『※』第8,9回）、藤岡絵里子（『※』第5-7,10回）、赤池暢也（『※』第12回）
- AUD：中山貴晴
- VE：斉藤孝行、塩原和益、佐久間治雄、矢田部昭、三山隆浩（三山→『※』第6回）、吉崎慶（『※』第7回）、岩原正明（『※』第8回）、鈴木昭博（『※』第9,11,12,14回、以前も担当）、笈川太（『※』第10,13回）、尾山直樹（『※』第12回）
- VTR：飯島友美
- 照明：関仁、加藤恵介、宮田千尋、名取孝昌（名取→『※』第5回）、木村弥史（『※』第6,7回）、藤山真緒（『※』第8回）、粂野高央（『※』第9,11回）、村上洋平（『※』第10回）
- 編集：望月武、生田目隼（生田目→一時離脱▸『※』第8回）、岩谷咲（『※』第5回）、亀井美咲（亀井→『※』第4,6回）、夏目明日香（一時離脱►『※』第7回）、高田裕明（『※』第8回）、橋本治、武井大彰（共に『※』第9回）、西井一浩、東義則（共に『※』第10回）、鴨下勇希（『※』第11回）、鈴木彩夏、南部遼馬（共に『※』第14回）
- MA：山際卓郎、小嶋雄介、神山幸久
- 音効：加藤つよし（『※』第6回まで）
- CGデザイン：Vision
- 美術：佐藤千穂（『※』第4回）、杉山知香（『※』第3,5-8回）、櫻場千尋（『※』第9-14回）
- デザイン：道勧英樹、北原龍一（共に『※』第14回まで）
- 大道具：泉慎一
- 電飾：伊藤伸朗
- 小道具：丸山善之
- 衣裳：須藤美和
- 持ち道具：吉田美樹
- メイク：菅原つや子
- 技術協力：読売映像、八峯テレビ、mabu
- 医療監修(第14回)：総合高津中央病院 三井愛（『※』第14回）
- 映像協力：GPミュージアムソフト、福岡放送、札幌テレビ（札幌→『※』第14回）
- 写真協力：アフロスポーツ/JOC（『※』第13回）
- 協力：日本ラグビーフットボール協会（『※』第10回）
- 海外コーディーネーター：ヴィエント
- コーディネート協力(第14回)：NA TRAVEL SOLUTION、NTV IC、NTVE、Kobra Toyzume、Japan Africa、CPインターナショナル、GPA USA、DUO CC、中川稲子、南米ネットワーク、Don Productions、フライメディア、ネイティブラジル、レトロエンタープライズ、Bae Insook（共に『※』第14回）
- リサーチ：フリード、喜多あおい、伊礼広蔵、佐藤直也、二宮アカリ（二宮→『※』第5,6回）、小西伸明（小西→『※』第10回）、横山晋哉（横山→『※』第11回、以前も担当）
- 編成：薗田恭子、安島隆、荻野健、原司
- 広報→宣伝：鎌田淳平、戸田聖一郎
- AD：錦見昭彦、岩井加奈、室井章吾、高部竜太、高見澤弘樹、溝口透麻、保原倫久、加藤万紀子、石井護、加藤裕史、杉浦啓太、佐々木裕也、江川彩夏、根木ひかる、新城絵梨、赤松真徳、加藤淳子、丸山裕人、鈴木遼太、渡辺陸、黒澤豪太、上月雄彦、岸野基生、中平怜奈、信時一輝、石橋里帆、今野瑞樹、山本雄也、瀬田吉樹、渡辺礼、飯塚郁弥、渡邊りさ（渡邊→『※』第5-9回）、大谷蓮（大谷→一時離脱►『※』第7回）、岡本亜美、石澤弘希（岡本・石澤→『※』第7-9回）、樋上雄大、青山啓（樋上・青山→『※』第8回）、増田拓夢（増田→『※』第8,10回）、植木風佳、増田直樹（植木風・増田直→『※』第9回）、宮田椋太、植木明日香（宮田・植木明→『※』第9,10回）、保立響、谷口真美、森野宏紀、細田愛美、山田悠介、上町修大、森大祐、森俊人、古井田蘭（保立〜森俊・古井田→『※』第10回）、角香苗、木村勇太、森井圭太、竹本大河、菅原滉円、中嶋一紗、莊司一葉（角〜莊司→『※』第11回）、伊藤大輔、谷口心、小野真歩（伊藤〜小野→『※』第11,12回）、今咲乃（『※』第12回、以前も担当）、玉野雄基、森山翠月、俣賀陸、堀尾仁海、河原楓、佐藤裕介、音無亮吾（玉野〜音無→『※』第12回）
- デスク：田口美和子
- 制作デスク：府川麻衣子
- TK：丸山茜、竹島祐子、矢島由紀子（矢島→『※』第8回、以前も担当）、坂本幸子（『※』第9-14回、以前も担当）
- AP：橋本孔一、荒木由美子、松岡満枝、島田真理子、関友香理（関→『※』第6回）、矢嶋麻実（『※』第8-10回）、増田沙織、夛田雅人(夛田→以前はAD→ディレクター、増田・夛田→『※』第9回）、望月祐歌、伊藤百合（望月・伊藤→『※』第10回）、松形侑香、町本和歌子（松形・町本→『※』第11回）、菅原千詠美、小野塚有紀（菅原・小野塚→『※』第12回）
- 協力スタッフ（『※』第7回）：高橋靖、亀崎未沙、伊田孝、大本遼平
- ディレクター：谷中憲、福永勇樹、如沢大介、藤田飛鳥、藤木一葉、中野貴文、福田真司、福田一寛、今野恒、清水ヒロシ、長縄亮、原田誠之、武田雄一、長岡新、山泉貴弘、大楽和也、田中友洋、藤野智光、緑川大介、田中真之、本橋宏之、新井聡史、高橋正人、渡辺梢子、小澤博之、陣崎行夫、中澤俊幸、佐藤真吾、遠藤寿寛（中澤・佐藤真・遠藤→『※』第1-13回、遠藤→『※』第7回は協力スタッフ）、利元智幸、内田浩（利元・内田→『※』第9回、以前も担当）、下村彩人（『※』第9,12回）、池田修大、藤本直樹、寺嶋重人、湯尾俊太（湯尾→以前はAD、寺嶋・湯尾→『※』第10回、寺嶋→『※』第7回は協力スタッフ）、石川直志（『※』第11-13回）、武田恭平（『※』第11,13回）、秋山哲也、杉浦啓太、森島樹、吉田稔、藤倉和広、安井英治、宮田恵将、佐藤紘、稲葉真由美、三五達也（秋山〜三五→『※』第12回）、須田歩美、神尾友紀、和田良樹、松澤唯、藤川友実子、古門駿佑、小熊悠介、河野夏美（共に『※』第12,13回）、齋藤直人、盛田和哉、河合結香、小坂紘平、海老澤明子、鈴木由真、久本瞳、講﨑優也、前田晋太郎、阪上綸子、足立廉太郎、梅木理沙、上霜圭央、石井亮太、外間玄樹、松本莉加子/横山新太、横井啓人、木村明日望、久木原瑠、可知学、宇井久美香（齋藤〜宇井→『※』第13回、鈴木由→以前はAD、横井→『※』第10回はAD、可知→『※』第12回はAD）、齋藤勇輝、高橋侑大、佐々木亮、久保泰士（齋藤勇〜久保→『※』第13,14回、齋藤勇→『※』第11回はAD、久保→『※』第12回はAD、佐々木→以前も担当）、須原翔/高野雅登、堀親志、長野陽菜、河野央佳、寺田陽、宮本翔平（須原〜宮本→『※』第14回、堀→『※』第12回はAD）
- スタジオ演出：芳住昌之
- プロデューサー：紀内良彦（『※』第13回まで）、下田明宏、萬屋智成、宮太一（宮→『※』第3回まではAP、第4-9回はP）、荻野陽介（『※』第9-12回）、齋藤久美子（『※』第12,13回）、鶴田史隆（『※』第14回）、上原敏明、高島良子、高橋研、荒谷多美、石井博、津田裕子（津田→『※』第7-10回）、井上伸正（『※』第9回までは演出、第10回はCD、第11回からはP）、栄永英幸（『※』第11回、以前も担当）、仲田竜馬（『※』第11-13回）、小島俊一（『※』第12回、以前も担当）、佐藤なつね（『※』第13回、以前はAP）、橋場アリソン（『※』第13回、『※』第7回は協力スタッフ）、増田泰洋、二瓶剛、秋山雅美（『※』第12-14回）、岡崎健人（『※』第13,14回）、金子香（『※』第13,14回、『※』第9,11,12回はAP）、齋藤敬太（『※』第14回）
- チーフプロデューサー：吉川圭三、黒岩直樹、加藤幸二郎、松原正典、道坂忠久（道坂→『※』第10回まで）、木戸弘士（木戸→『※』第8回）、今井田彩（今井田→『※』第9-13回）、川邊昭宏（川邊→『※』第11-13回）、松本京子（『※』第14回）
- 制作協力：G-yama、マイ・プラン、U-FIELD、これから、ジッピー（ジッピー→『※』第14回まで）